# Котляр, Елена Семёновна
Елена Семёновна Котляр (15 февраля 1936 года, Москва — 7 сентября 2021 года, там же) — советский и российский литературовед, африканист и фольклорист, главный научный сотрудник Отдела литератур стран Азии и Африки ИМЛИ РАН, доктор филологических наук (1988).

## Биография
В 1960 году окончила Филологический факультет МГУ.
В 1966 году защитила кандидатскую диссертацию «Мифология народов банту. (Восточная Африка)».
В 1988 году защитила докторскую диссертацию «Эпические традиции в фольклоре народов Тропической Африки» в Институте мировой литературы им. А. М. Горького АН СССР. С 1965 по 1970 год работала в Институте Африки АН СССР; с 1970 года работала в Институте мировой литературы им. А. М. Горького.

## Основные работы
Монографии
- Котляр Е. С. Миф и сказка Африки / АН СССР. Ин-т мировой литературы им. А. М. Горького; Ред. коллегия: Д. А. Ольдерогге (пред.) и др. — М.: Наука, Главная редакция восточной литературы, 1975. — 248 с. — (Исследования по фольклору и мифологии Востока). — 5000 экз.
- Котляр Е. С. Эпос народов Африки южнее Сахары. — М.: Наука, Главная редакция восточной литературы, 1985. — 288 с. — (Исследования по фольклору и мифологии Востока). — 2200 экз.
- Котляр Е. С. Африканская волшебная сказка: Опыт типологического исследования / РАН. Ин-т мировой литературы им. А. М. Горького. — М.: ИМЛИ РАН, 2002. — 216 с. — ISBN 5-9208-0132-8.
- Котляр Е. С. Указатель африканских мифологических сюжетов и мотивов. — М.: Восточная литература, 2009. — 304 с. — (Исследования по фольклору и мифологии Востока). — 400 экз. — ISBN 978-5-02-036353-3.
- Котляр Е. С. Мифологический трикстер Южной Африки / РАН. Ин-т мировой литературы им. А. М. Горького. — М.: ИМЛИ РАН, 2013. — 352 с. — ISBN 978-5-9208-0405-1.
  - Петров Н. В. Мифологический трикстер Южной Африки (Рецензия на книгу: Котляр Е. С. Мифологический трикстер Южной Африки. — М.: Ин-т мировой литературы им. А. М. Горького РАН, 2013. — 352 с. // Шаги/Steps : журнал. 2015. Т. 1. № 2. С. 238—242.
- Котляр Е. С. Африканский охотничий эпос / Отв. ред. А. И. Алиева; Рец.: С. Ю. Неклюдов, В. Л. Кляус. — М.: ИМЛИ РАН, 2016. — 304 с. — 500 экз. — ISBN 978-5-9208-0478-5.

Статьи
- Культурный герой в мифологии народов банту Восточной Африки // Народы Азии и Африки. М., 1965, № 1.
- Мифы бантуязычных народов Тропической и Южной Африки // Советская этнография. М., 1967, № 3.
- О некоторых чертах фольклора Африки южнее Сахары // Фольклор и литература народов Африки. М., 1970.
- Африканская сказка о животных и архаические формы повествовательного фольклора // Ранние формы искусства. М., 1972.
- Мифология народов банту (основные образы) // Вопросы африканской филологии. М., 1974.
- гл. Фольклорные традиции в литературах Тропической Африки // Современные литературы Африки. Восточная и Южная Африка. М., 1974.
- Предисловие, составление, примечания, типологический анализ сюжетов // Сказки народов Африки (серия «Сказки и мифы народов Востока»). М., 1976.
- Об амхарском фольклоре и Типологический анализ сюжетов // Амхарские народные сказки (серия «Сказки и мифы народов Востока»). М., 1979.
- гл. Мифология и фольклор Африки // Литературы Африки (учебное пособие для высшей школы). М., 1979.
- О фольклоре бушменских племен Южной Африки, составление, примечания и типологический анализ сюжетов // Мифы и сказки бушменов (серия «Сказки и мифы народов Востока»). М., 1983.
- «Эпос миграций»: эпический цикл монго (Западная Тропическая Африка) о Лианжа и Нсонго // Фольклор и этнография. У этнографических истоков фольклорных сюжетов и образов. Л., 1984.
- Традиционный фольклор и современные литературы Африки — в кн.: Культурное наследие и современность. М., 1985.
- гл. Культурное наследие и современная литература в странах Тропической Африки. Проблема преемственности традиций // Франкоязычные литературы Тропической Африки. М., 1989.
- гл. На рубеже двух эпох развития словесного искусства. Фольклор и «фольклорная» литература // Творческие методы и направления в литературах Африки. М., 1989.
- Интерпретация эпического сказания о Сундьяте сказителями манденгов (Западная Африка) // Поэтика средневековых литератур Востока. Традиция и творческая индивидуальность. М., 1994.
- Мифология и современные африканские литературы // Мифология и литературы Востока. М., 1995.
- Эпосы Тропической и Южной Африки. Проблемы генезиса и динамики // Эпические традиции афро-азиатских народов. М., 1995.
- гл. Миф об Африке и её культурах: эволюция взглядов // Культуры Африки в мировом цивилизационном процессе. М., 1996.
- Боги и демоны Африки и африканской диаспоры. Восточная демонология. От народных верований к литературе. М., 1998.
- Африканская сказка на сюжет о животной (чудесной) супруге // Фольклор и мифология Востока. М., 1999.
- гл. Роль фольклора в формировании современных литератур субсахарской Африки // Теория литературы. Литературный процесс. М., 2001.